# Catedral de Strängnäs
La catedral de Strängnäs (en sueco: Strängnäs domkyrka) es una catedral luterana sueca de la ciudad de Strängnäs (Södermanland). Es un templo de tres naves construido en un estilo gótico de ladrillos, y es sucesora de una primera catedral de madera del siglo XII, localizada en el mismo sitio. La catedral está situada en un antiguo lugar sagrado para los vikingos, y ahí mismo cuenta la tradición fue asesinado San Eskil, uno de los primeros mártires del cristianismo en Suecia.
Está consagrada a los apóstoles San Pedro y San Pablo.
La catedral actual comenzó a ser construida cerca de 1250 y fue consagrada en 1291, con ocasión de la elevación de la ciudad a sede epicopal. Fue ampliada durante los siglos XIV y XV, y el agregado más reciente —el chapitel de la torre— data de la década de 1740. La torre mide 75 metros de altura y domina el horizonte de Strängnäs.
En su interior reposan los restos del rey Carlos IX y su primera esposa María del Palatinado.